# Narcissus gaditanus
Narcissus gaditanus es una especie de planta bulbosa perteneciente a la familia de las Amarilidáceas. Es originaria del sur de la península ibérica.

## Descripción
Es una planta bulbosa  de hojas verdes con forma de junquillos. La inflorescencia contiene hasta ocho flores de color amarillo por umbela. Se distribuye por el sur de España y Portugal.

## Taxonomía
Narcissus gaditanus fue descrita por Boiss. & Reut. y publicado en Diagn. Pl. Orient., II, 4: 96 (1859).
Citología
Número de cromosomas de Narcissus gaditanus (Fam. Amaryllidaceae) y táxones infraespecíficos: 2n=14
Etimología
Narcissus nombre genérico que hace referencia  del joven narcisista de la mitología griega Νάρκισσος (Narkissos) hijo del dios río Cephissus y de la ninfa Leiriope; que se distinguía por su belleza. 
El nombre deriva de la palabra griega: ναρκὰο, narkào (= narcótico) y se refiere al olor penetrante y embriagante de las flores de algunas especies (algunos sostienen que la palabra deriva de la palabra persa نرگس y que se pronuncia Nargis, que indica que esta planta es embriagadora). 
gaditanus: epíteto geográfico que alude a su localización en Gades.
Sinonimia
- Narcissus juncifolius subsp. gaditanus (Boiss. & Reut.) Baker
- Narcissus juncifolius var. gaditanus (Boiss. & Reut.) Baker
- Narcissus juncifolius subsp. minutiflorus (Willk.) Baker
- Narcissus minutiflorus Willk.
- Narcissus pusillus G.Don
- Queltia pusilla Herb.[3]